# William Stafford (spia)
William Stafford (Rochford, 1º marzo 1554 – 16 novembre 1612) è stato un nobile e agente segreto inglese.

## Biografia
Era figlio di Sir William Stafford di Chebsey e della seconda moglie Dorothy Stafford. Suo padre era stato sposato in prime nozze con Maria Bolena, sorella della regina Anna e quindi zia della regina Elisabetta I d'Inghilterra. Sua madre invece vantava una discendenza dai Plantageneti essendo figlia di Margaret Pole, contessa di Salisbury.
Nel 1555, sotto il regno della cattolica Maria I d'Inghilterra, la famiglia protestante di William dovette vivere in esilio a Ginevra per evitare la politica delle persecuzioni condotta dalla regina. A Ginevra gli Stafford si legarono a Giovanni Calvino, che battezzò il fratello minore di William, John. Dopo la morte di suo padre nel 1565, la famiglia si trasferì a Basilea dove furono vicini a John Knox.
Il ritorno in Inghilterra avvenne nel 1559 quando l'anno prima ascese al trono la protestante Elisabetta I. William frequentò il Winchester College, dove fu ammesso nel 1564, ed il New College ad Oxford, dove si immatricolò nel 1571. Nel 1573 venne eletto membro del corpo docente del New College ma due anni dopo dovette lasciare l'incarico per essersi assentato senza permesso.
Si recò quindi a Londra dove sua madre, Mistress of the Robes di Elisabetta, esercitava su di lei una forte influenza.
Nel 1585 andò segretamente in Francia, ospitato da suo fratello Sir Edward Stafford, ambasciatore in Francia, ma svolgendo il ruolo di spia per proprio conto. Quando fu scoperto, chiese a sua madre di intercedere con Sir Francis Walsingham, capo della rete spionaggio al servizio della regina.
Tornato in Inghilterra, venne coinvolto nel complotto ordino da Châteauneuf, l'ambasciatore francese. Dal 1587 Châteauneuf stava cospirando per avvelenare Elisabetta I, usando le conoscenze a corte di William Stafford per avvelenare una veste che la regina usava. William confessò del complotto a Walsingham che fece arrestare i cospiratori e venne rilasciato dalla Torre nell'agosto del 1588 senza alcuna accusa nei suoi confronti. Si è pensato che William fosse in questa vicenda un agente provocatore al servizio di Walsingham e da questi mandato per esercitare il controspionaggio; certamente dall'accaduto William ne uscì senza subire alcuna pena o processo. Dopo tale vicenda, William si ritirò a vita privata in campagna.
Nel 1593 sposò Anne Gryme, figlia di Thomas Gryme di Antingham, nel Suffolk. La coppia ebbe un figlio, William Stafford (1593–1684), autore letterario.
Morì il 16 novembre 1612.